# Copa del Pacífico 2016
La Copa del Pacífico 2016 fue un torneo internacional de fútbol de carácter no oficial, disputado en partidos de ida y vuelta entre Emelec y Alianza Lima.
El partido de ida se lo disputó el 27 de enero en Guayaquil mientras que el de vuelta se realizó el 30 del mismo mes en Lima.
Se coronó campeón el Club Sport Emelec al ganar en el resultado global 5-4.

## Partidos

### Ida

#### Explosión Azul 2016
En el año 2016 Emelec se presentaba como el equipo tricampeón, la fiesta de la Noche Azul comenzó con la presentación de la plantilla de jugadores y cuerpo técnico, Además de ser el partido de ida de la Copa del Pacífico fue la Explosión Azul, es decir el partido de presentación de Emelec. El estadio Capwell aun estaba en reconstrucciones por lo que la presentación se realizó por segunda ocasión fuera de su estadio.
| 27 de enero de 2016 - Explosión Azul | Emelec                                           | 3-1     | Alianza Lima | Christian Benítez Betancourt, Guayaquil |                            |
|                                      | Guagua 43' · Herrera 66' (pen.) · De La Cruz 77' | Reporte | · Pajoy 85'  | Árbitro(s): Daniel Salazar              | Árbitro(s): Daniel Salazar |

### Vuelta
Además de ser el partido de vuelta de la Copa del Pacífico fue la Noche Blanquiazul, es decir el partido de presentación de Alianza Lima.
| 30 de enero de 2016 - Noche Blanquiazul | Alianza Lima                                   | 3-2     | Emelec                           | Alejandro Villanueva, Lima   |                              |
|                                         | · Ibañez 68' · Manco 83' · Ibañez 90+2' (pen.) | Reporte | Herrera 25' (pen.) · Burbano 65' | Árbitro(s): Michael Espinoza | Árbitro(s): Michael Espinoza |

- Emelec ganó 5 - 4 en el marcador global.[3]

| Ecuador        |
| Campeón Emelec |

## Goleadores
- Emanuel Herrera - 2 goles
- Walter Ibáñez - 2 goles
- Jorge Guagua - 1 gol
- Esteban De La Cruz - 1 gol
- Robert Burbano - 1 gol
- Lionard Pajoy - 1 gol
- Reimond Manco - 1 gol